# Melaloncha gradata
Melaloncha gradata är en tvåvingeart som beskrevs av Brown 2006. Melaloncha gradata ingår i släktet Melaloncha och familjen puckelflugor. Inga underarter finns listade i Catalogue of Life.